# Gare de Sarralbe
La gare de Sarralbe est une gare ferroviaire française, fermée, située à Salzbronn, sur le territoire de la commune de Sarralbe, dans le département de la Moselle, en région Grand Est.
Ancien nœud ferroviaire, cette gare de la Société nationale des chemins de fer français (SNCF) est désormais fermée à tous trafics.

## Situation ferroviaire
Établie à 212 mètres d'altitude, la gare de Sarralbe est située au point kilométrique (PK) 27,546 de la ligne de Berthelming à Sarreguemines, entre les gares fermées de Keskastel et de Willerwald ; en allant vers Sarreguemines, cette ligne est totalement fermée à partir du PK 28,150. Gare de bifurcation, elle constitue l'aboutissement, au PK 7,985, de la ligne de Kalhausen à Sarralbe ; la gare précédente est celle fermée de Herbitzheim.
Elle était également située au PK 82,500 de la ligne de Champigneulles à Sarralbe (totalement déclassée), dont elle constituait l'aboutissement ; la gare précédente était celle de Rech.
Par ailleurs, la longueur utile du quai central (qui était utilisé par les trains TER), pour les voies A et B, est de 115 m ; la longueur totale du quai latéral (longeant le bâtiment voyageurs), qui dessert une troisième voie, est de 132 m. En outre, la gare possède un ancien quai militaire, ainsi que des voies de service (inutilisées).

## Histoire
La gare de Sarralbe est mise en service en 1872, lors de l'ouverture de la ligne Sarrebourg – Sarreguemines. Elle est exploitée par la Direction générale impériale des chemins de fer d'Alsace-Lorraine (EL).
Elle devient une gare de bifurcation avec l'ouverture de la ligne de Champigneulles à Sarralbe. En 1895, l'EL inaugure la ligne de Kalhausen à Sarralbe, qui se connecte à la ligne de Mommenheim à Sarreguemines, mise en service la même année.
Le 19 juin 1919, la gare entre dans le réseau de l'Administration des chemins de fer d'Alsace et de Lorraine (AL), à la suite de la victoire française lors de la Première Guerre mondiale. Puis, le 1er janvier 1938, cette administration d'État forme avec les autres grandes compagnies la SNCF, qui devient concessionnaire des installations ferroviaires de Sarralbe. Cependant, après l'annexion allemande de l'Alsace-Lorraine, c'est la Deutsche Reichsbahn qui gère la gare pendant la Seconde Guerre mondiale, du 1er juillet 1940 jusqu'à la Libération (en 1944 – 1945).
Sarralbe comportait également un dépôt-relais secondaire. Important nœud ferroviaire, elle était reliée par deux lignes distinctes à Berthelming — via Sarre-Union, jusqu'en 2000 — et à Bénestroff (gares situées sur l'axe Strasbourg – Metz – Luxembourg), ainsi qu'à Champigneulles (sur l'artère classique Paris – Nancy – Strasbourg). Seule subsiste dans son intégralité la ligne vers Kalhausen (gare située sur l'axe Strasbourg – Sarreguemines – Sarrebruck). Par ailleurs, un bâtiment annexe de la gare a été rasé à la fin de l'année 2013.
En 2017, la liaison Sarreguemines – Sarralbe – Sarre-Union a représenté un total de 50 993 voyages, soit une baisse de 41 % par rapport à 2016. En outre, le manque d'entretien de la voie (dont les traverses sont vétustes) et l'absence de financement pour des travaux de régénération nécessitent la mise en place, depuis le 22 décembre 2018, d'abaissements de la vitesse limite, à 20 km/h entre Sarre-Union et Sarralbe et à 40 km/h entre Sarralbe et Kalhausen. L'augmentation des temps de parcours ainsi causée a entraîné la décision de reporter « temporairement » le trafic voyageurs sur route, appliquée à la même date,. Toutefois, des usagers, craignant une suppression définitive de cette liaison ferroviaire, ont lancé une pétition (sur Internet) pour demander sa remise en service, voire son éventuel rétablissement jusqu'à Sarrebourg via Berthelming.
Toujours en 2018, la SNCF estime la fréquentation de la gare à 3 973 voyageurs, contre 4 341 en 2017, 3 627 en 2016 et 4 459 en 2015.
Par ailleurs, la gare de Sarralbe était ouverte au trafic en wagon isolé. En 2020, elle dessert deux installations terminales embranchées (ITE), appartenant aux industries locales (notamment ex-Solvay, dont l'accès nécessite un rebroussement,). En 2023, plus aucune ITE n'est rattachée à la gare, qui est fermée au service du fret.

## Service routier de substitution
Pour effectuer le service des voyageurs, le centre-ville de Sarralbe dispose d'un arrêt desservi par des autocars du réseau TER Grand Est qui relient, tous les jours, Sarreguemines à Sarre-Union ou à Sarrebourg. À cela s'ajoute une ligne vers Diemeringen, depuis le même arrêt, avec une fréquence d'un aller-retour quotidien uniquement les jours ouvrés.

## Patrimoine ferroviaire
L'ancien bâtiment voyageurs est présent sur le site mais fermé au public.
Il a la particularité d'avoir été agrandi, peut-être vers 1895, doté d'une tour et d'une aile supplémentaire à l'architecture impériale caractéristique du réseau d'Alsace-Lorraine. Dans sa configuration d'origine, il était identique aux bâtiments des gares de Sarre-Union (détruit en 1944) et de Fénétrange.
Son château d'eau a été transformé en maison particulière.

## La gare de Rech
Sur son territoire communal, Sarralbe disposait également de la gare de Rech (sur l'ancienne ligne de Champigneulles à Sarralbe), située dans le hameau homonyme,.